# Classe Kota Bharu

La classe Kota Bharu est une classe patrouilleurs de la Garde côtière de Malaisie construite par la société malaisienne THHE-Destini avec l'aide du Damen Group des Pays-Bas. Cette classe est basée sur la conception du navire OPV Damen 1800. Il est prévu de construire au total trois navires de cette classe 

## Historique

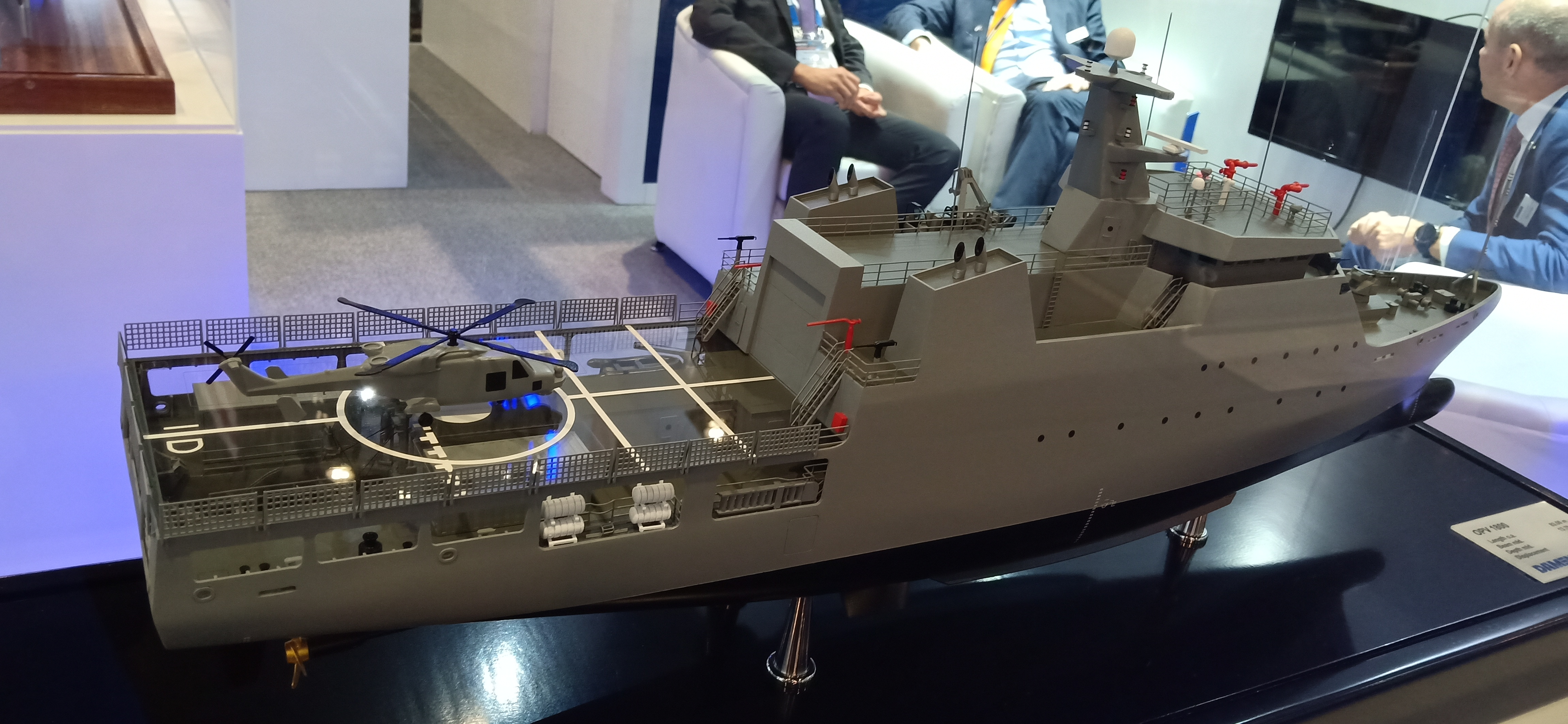
OPV 1800

Le contrat Damen 1800 OPV a été attribué à la société locale THHE-Destini début 2017. Le contrat du navire vaut RM738,9 millions et la construction a commencé en décembre 2017. Le premier navire sera achevé mi-2020.

## Unités
- KM Kota Bharu
- KM Kuala Kangsar
- KM Seri Menanti